# 편작

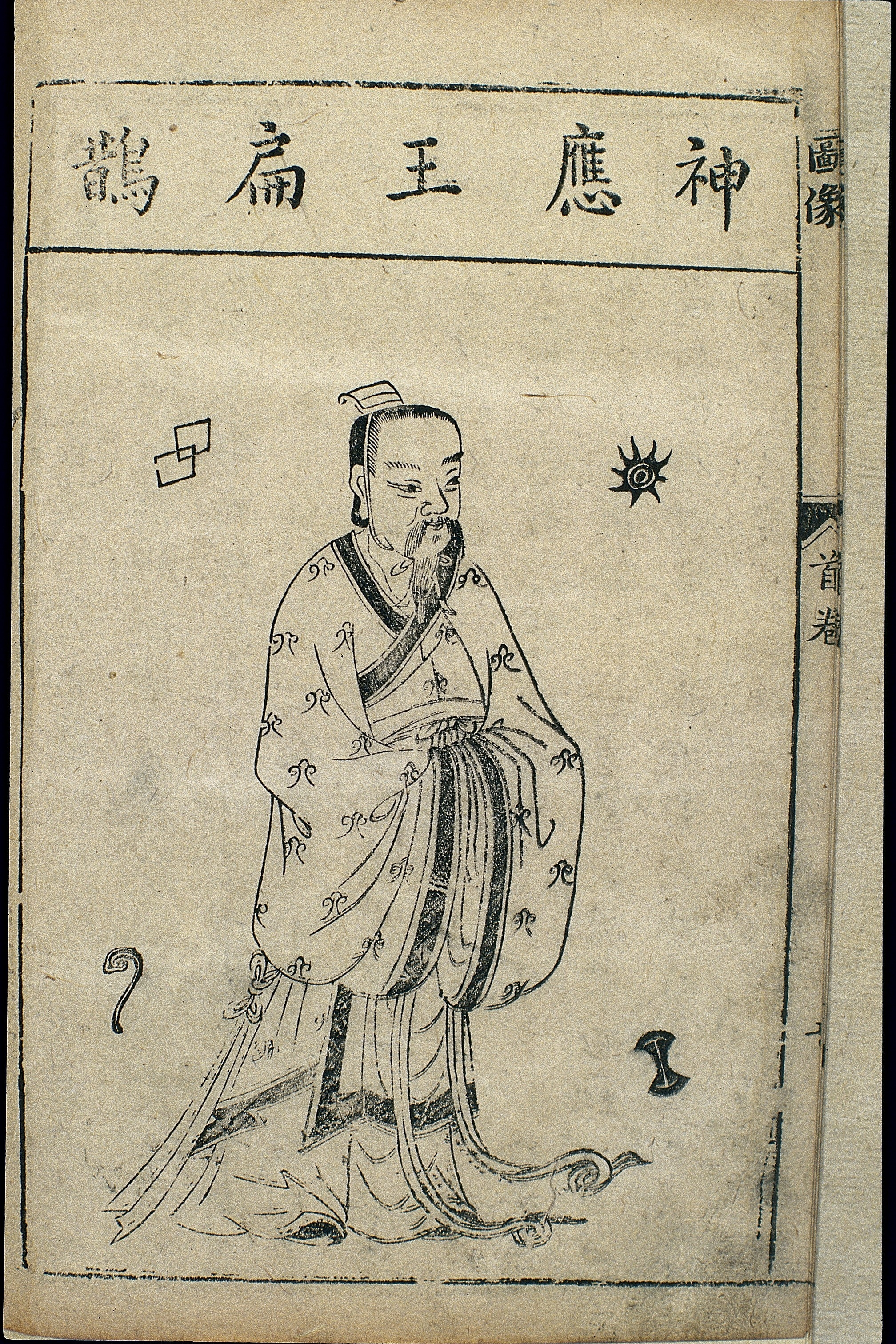

편작(扁鵲,BC401~BC310)은 약2500년전 춘추전국시대에 살았던 발해군(현 하북성과 산동성) 출신의 명의이다.
괵(虢)나라의 태자를 살리고 제(齊)나라의 환공(桓公)의 병세를 진단한 것으로 전해지며 위(魏)나라 문후가 편작에게 의술(醫術)에대하여 물은 것으로 전해진다.
난경(難經)은 그의 저서로 잘알려져있다. 난경은 그 당시까지의 난해하고 어려운 의학적 표현을 주요하고 간결하며 체계적인 분류를 염두에 둔 문답 형식으로 서술되어있다. 난경의 원제목은 황제팔십일난경(黃帝八十一難經)이다.

## 불치병
사마천이 사기 편작 열전(列傳)에서 이어서 언급하기를
使聖人預知微，能使良醫得蚤從事，則疾可已，身可活也。人之所病，病疾多,而醫之所病，病道少. 故病有六不治,驕恣不論於理，一不治也,輕身重財，二不治也,衣食不能適，三不治也,陰陽并，藏氣不定，四不治也,形羸不能服藥，五不治也,信巫不信醫，六不治也. 有此一者，則重難治也.
성인으로 하여금 (병의) 기미를 미리 알아 능히 어진 의사로 하여금 재빨리 그 일을 쫓아 (치료를)얻으면 곧 병이 낫아 몸을 살릴수있는 것이다. 사람들의 병인바는 병이 많음을 근심하는 것이다. 의사의 병인바는 (치료)방법이 적음을 근심하는 것이다. 이런까닭에 (스스로) 치료하지 않는병 6가지가있다. 교만하거나 자만하여 사리를 살피지않으니 첫번째 불치병이다. 몸을 가볍게 생각하고 재물을 중히 여기니 두번째 불치병이다. 입는것과 먹는것을 (절제를 잃어) 적시적소하지 않으니 세번째 불치병이다. 음과 양이 병립하나 (다스리지못해) 오장육부의 기(氣)가 안정되지않으니 네번째 불치병이다. 몸을 함부로대하여 약이 듣지않으니 다섯번째 불치병이다. 점치는것은 믿고 의사의 말은 믿지않으니 여섯번째 불치병이다. 이중 하나라도 있다면 중하니 치료하기 어렵다.

## 이름의 유래
'편작'(扁鵲)의 뜻을 있는 그대로 풀면 ‘작은(扁) 까치(鵲)’다. ‘편’에는 ‘작다’ 외에 ‘두루, 널리’라는 뜻도 있으므로 ‘편작’은 ‘널리 돌아다니는 까치’를 의미한다. 중국에서 까치는 좋은 소식을 전하는 새로 알려져 있다. 중국에서는 까치를 ‘기쁠 희’ 자를 써서 ‘희작’(喜鵲)이라고 한다. 뛰어난 의사는 좋은 소식을 많이 전한다는 의미에서 ‘널리 병을 고치는 까치’라는 뜻으로 ‘편작’이라는 이름이 붙여졌다.

## 편작과 관련된 역사적 일화들

### 괵국의 태자를 살리다
전하는 바에 따르면 괵국(虢國)의 태자가 시궐(尸厥)이라는 병에 걸려 거의 죽은 것으로 여겨졌는데 편작이 치료하여 소생시켰다고 한다. 그러나 사실 편작이 볼 때 태자는 그저 열기병(熱氣病)에 걸렸을 뿐이어서 태자의 몸이 따뜻한지 귀가 잘 들리는지 코가 잘 열리는지 살펴 그가 아직 살아 있음을 알았을 뿐이었다. 이 일로 그가 죽은 이도 살려내는 의술을 행한다고 알려지게 되었다.

### 제 환공의 병을 알아채다
『한비자』「유로(喻老)」에는 그가 채국(蔡國)에서 제 환공을 만났다고 기록되어 있다. 편작은 제 환공을 보자마자 그가 작은 병을 앓고 있음을 알았고, 즉각 약을 처방하여 먹으면 곧 괜찮아진다고 하였다. 그러나 제 환공은 이를 듣지 않았고, 편작이 두 번째로 권해도 말을 듣지 않았다. 세 번째로 편작이 제 환공을 만났을 때 환공은 스스로 자신의 몸에 편작이 말한 것 같은 증상이 일어남을 자각했으나 병세가 퍽 중했다. 이때서야 편작에게 치료해줄 것을 요청했는데, 편작은 이제는 고칠 방법이 없다고 했다. 제 환공은 과연 얼마 후 죽고 만다.

### 예방의 중요성을 시사하다
위나라 문왕이 편작에게 편작의 3형제는 모두 의술에 정통하다고 들었는데 누가 가장 의술이 뛰어나냐고 물어 첫째 형이 가장 뛰어나고,다음은 둘째 형이며 맨 끝이 자기라고 대답했다. 첫째 형은 병이 아예 발병하기 전에 상대의 안색을 보고 예방할 수 있는 방법을 알려주기 때문에 상대가 병에 걸리지 않고, 둘째 형은 병이 드러나기 시작할 즈음 근본적인 치료를 하여 아주 약한 고통만을 느끼고 완치되게 하는 의술을 가졌지만 자신은 환자의 병세가 깊어 고통을 호소할 때 치료해주기 때문에 제일 실력이 낮은 하수라고 하였다. 다만 사람들이 극도로 아파할 때 고쳐주기 때문에 크게 감사하며 명의라 칭찬하는 것이라고 이야기하며 질병 예방의 중요성을 시사하고 있다.

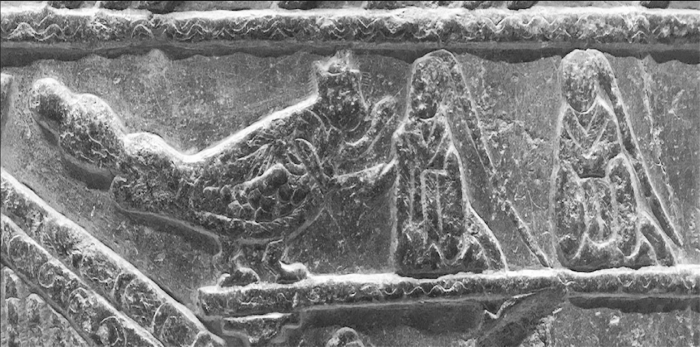
편작의 모습을 새긴 것이라고 알려져 있는 무씨사당석실

## 평가
그의 의학 경험과 기술은 중국 의학의 재산이 되어 후세 사람들에게 많은 혜택을 주었다. 그의 의학 이론은 후세 사람들에 의해 정리되어 『난경 難經』이라는 책으로 만들어졌으며 중국 의학의 귀중한 문헌이 되고 있다. 사람들은 편작을 추모하여 약왕(藥王)이라 부르고 또 전통적 중국 의학의 개조(開祖)로서 높이 숭앙하고 있다. 지금까지 세상에 전해지는 맥법(脈法)은 모두 편작에서 비롯된 것이다.

## 같이 보기
- 황제내경
- 화타
- 허준